# Gromphas aeruginosa
Gromphas aeruginosa là một loài bọ cánh cứng trong họ Bọ hung (Scarabaeidae).